# Reyer Venezia 1950-1951
Questa voce raccoglie le informazioni riguardanti la Reyer Venezia nelle competizioni ufficiali della stagione 1950-1951.

## Stagione
La Reyer Venezia disputa il campionato di Serie A  terminando al 4º posto (su 14 squadre).

## Rosa 1950-1951
- Giulio Geroli
- Gigi Marsico
- Fagarazzi
- Rossi
- "Baby" Italo Campanini
- L. "Gino" Campanini
- Luigi Borsoi
- Barretta
- Giancarlo Minetto
- Pietro Girardo
- Antonio De Blasi
- Montesco
- Del Zotto
- Guido Garlato[1][2]

Allenatore: